# Diplopterygium farinosum
Diplopterygium farinosum là một loài dương xỉ trong họ Gleicheniaceae. Loài này được Kaulf. Nakai mô tả khoa học đầu tiên năm 1950.